# بيرسونية مهلبة
بيرسونية مهلبة (الاسم العلمي:Persoonia hirsuta) هي نوع غير مؤكد من النباتات تتبع جنس البيرسونية من الفصيلة البروطية.